# 剌剌拔都兒
剌剌拔都儿（？—1335年），元朝后期将领，是太平王燕帖木儿的部将。
剌剌拔都儿骁勇凶悍，作为燕帖木儿的心腹，参与燕帖木儿拥立元文宗的政变。燕帖木儿死后，其子唐其勢担任丞相。剌剌拔都儿率所部屯守上都，元顺帝至元元年（1335年），伯颜杀唐其势，唐其势部将和尚兵败伏诛。伯颜率三百骑兵前去袭击上都，短兵相接，剌剌拔都儿拔刀出鞘，刀已折，于是被伯颜所杀。